# Palais Lercari-Parodi
Le palais Lercari-Parodi ou palais Franco Lercari est un bâtiment situé au numéro 3 de la célèbre via Garibaldi dans le centre historique de Gênes. Il a été inscrit le 13 juillet 2006 dans la liste des 42 bâtiments inscrits aux Rolli de Gênes devenus site du patrimoine mondial à cette date par l'UNESCO.

## Histoire
Il a été construit à partir de 1571 par Franco Lercari, un riche banquier, qui occupa le poste de gouverneur de la République génoise dans les années 1570 et fut également client de la Villa Lercari à Sampierdarena et de la chapelle Lercari dans l'abside de la cathédrale San Lorenzo. En 1586, Franco Lercari lègue tous ses biens à Francesco Maria Imperiali de Francavilla, avec l'obligation de prendre également le nom de Lercari. Les descendants Ercole et Lodovico Coccapani Imperiali le vendirent en 1845 au banquier Bartolomeo Parodi, dont la famille est toujours propriétaire.

## Description
Le bâtiment, dont le concepteur est inconnu, diffère des bâtiments de la Strada Nuova. La partie inférieure de la façade est ornée de pierres de taille à pointe de diamant, tandis que les étages supérieurs étaient à l'origine éclairés par une série de loggias ouvertes, puis fermées par des fenêtres et murées au début du XIXe siècle, comme on peut le voir dans l'édition Palazzi di Genova de Rubens de 1652.
Sur la façade également, le portail soutenu par deux atlantes au nez écrasé, œuvre de Taddeo Carlone, rappelle ici l'atroce légende de Megollo Lercari, l'ancêtre du client, qui se vengeait de ses ennemis en leur mutilant le nez et les oreilles.

### Premier étage
En montant au premier des deux étages nobles se trouvent, dans la loggia, à l'intérieur de deux niches, les bustes de Franco Lercari et de son épouse Antonia De Marini de Taddeo Carlone, de l'empereur Charles Quint de Habsbourg et du roi d'Espagne Philippe II. La décoration des fresques, de la fin du XVIe siècle, est due à Lazzaro Calvi, aidé de son frère Pantaleo, avec des paysages aériens sur les murs et, dans la voûte, des scènes militaires inspirées de l'histoire romaine ː Le Défi entre les Horaces et les Curiaces, Curzius Rufus, Horatius Coclès. D'autres salons du premier étage sont décorés de fresques de personnes avec des épisodes bibliques. La pièce la plus précieuse du premier étage est ornée de fresques de Luca Cambiaso avec les Histoires de Niobé sur la voûte.

### Deuxième étage
Dans la loggia, seule la Gigantomachie d'Ottavio Semino, également auteur des Histoires bibliques du roi David, subsiste dans la voûte de la décoration originale, tandis que les Histoires bibliques de la Sala del Multiplico Lercari sont de Calvi.
Dans la voûte du salon du deuxième étage se trouve un chef-d'œuvre célèbre du maniérisme génois : la fresque de Luca Cambiaso qui représente L'exploit de Megollo Lercari de construire l'entrepôt génois de Trébizonde, c'est-à-dire les bâtiments nécessaires pour faire le commerce dans la colonie génoise de la mer Noire. La fresque, entourée des lllustres ancêtres de la famille Lercari, vise en même temps à rappeler la construction du palais Lercari dans la Strada Nuova, donnant ainsi une idée de l'apparence de la rue lors de son ouverture.

## Galerie d'images

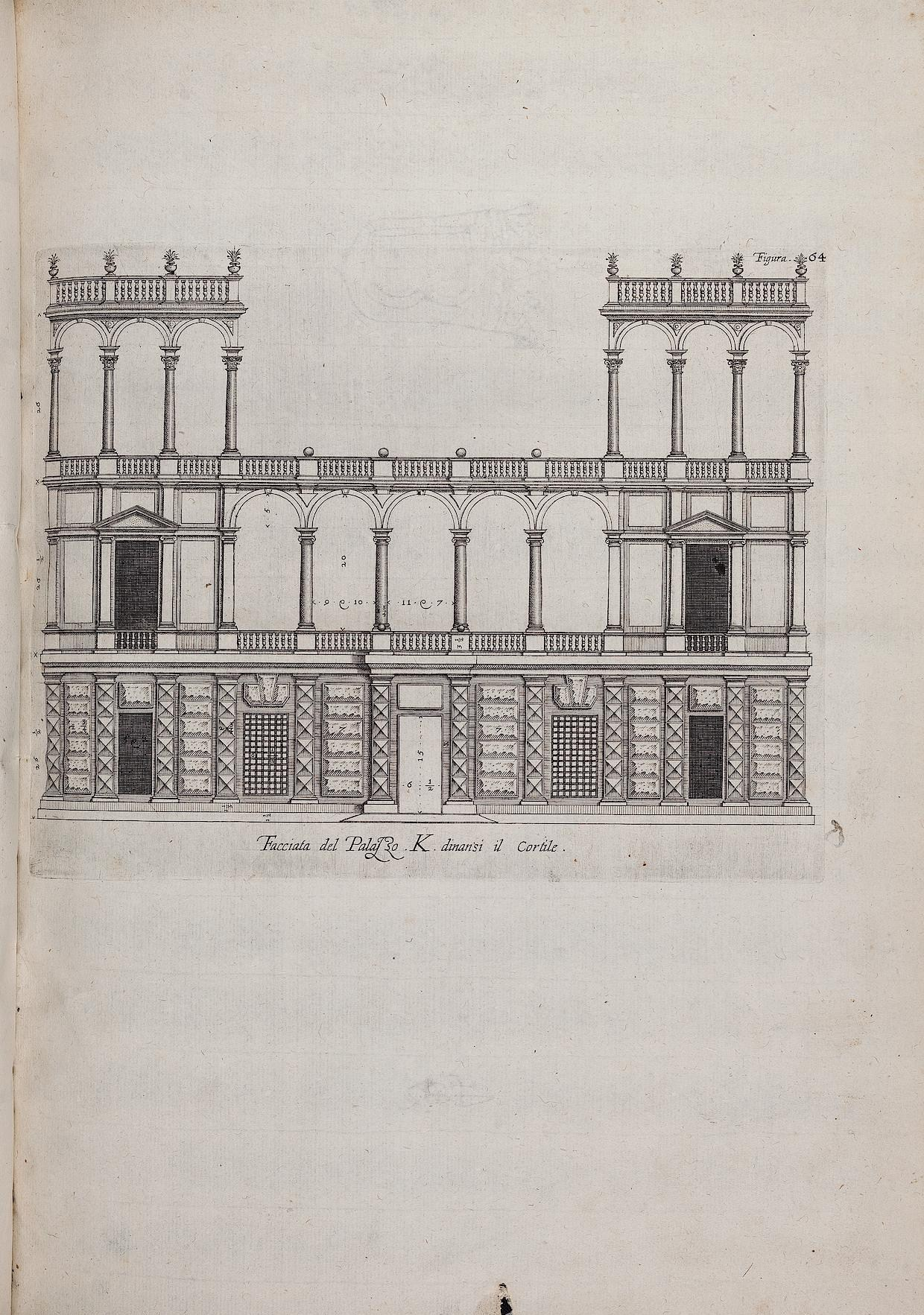
Rubens - Palais de Gênes
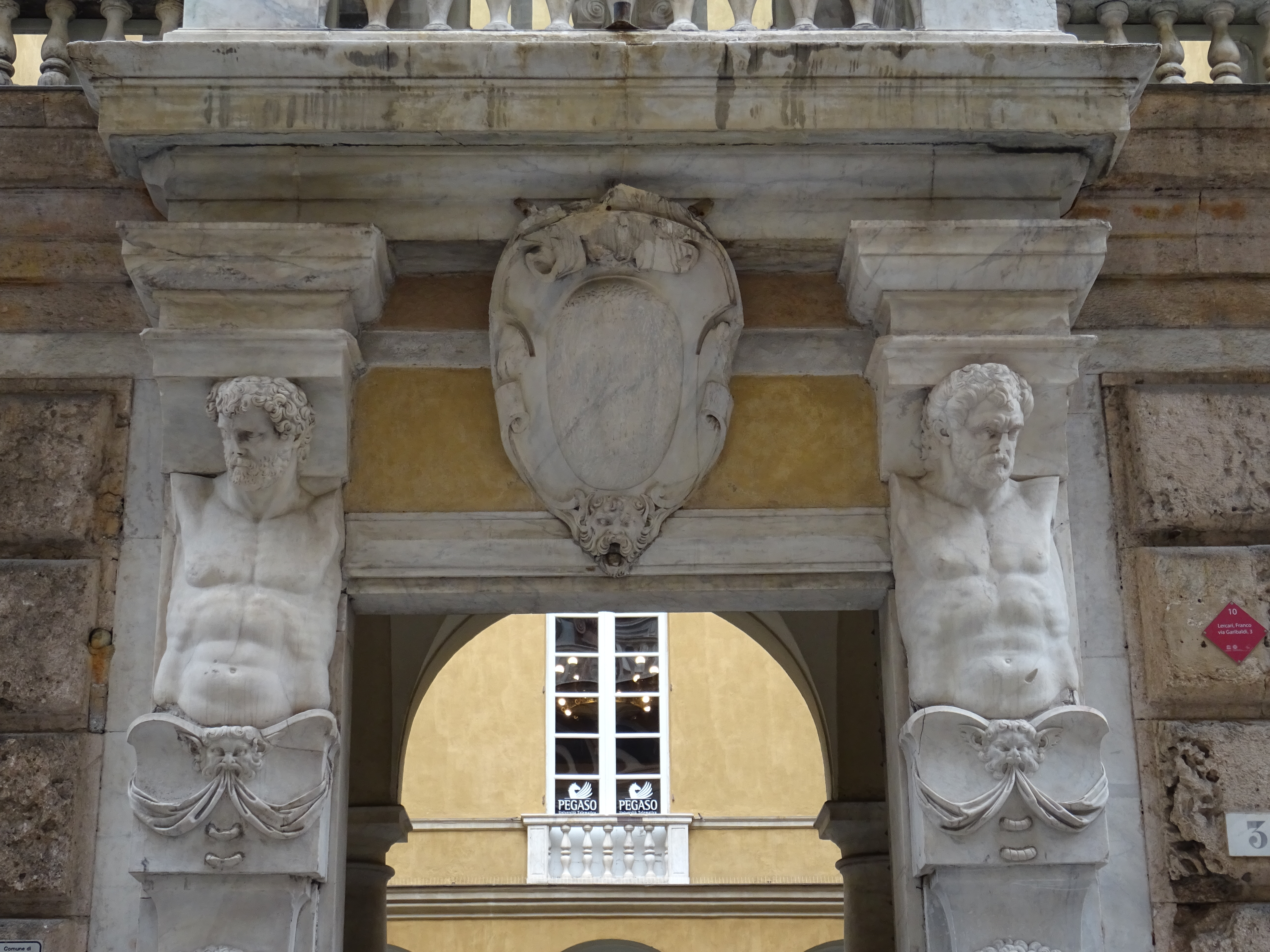
Taddeo Carlone, portail d'entrée avec atlantes
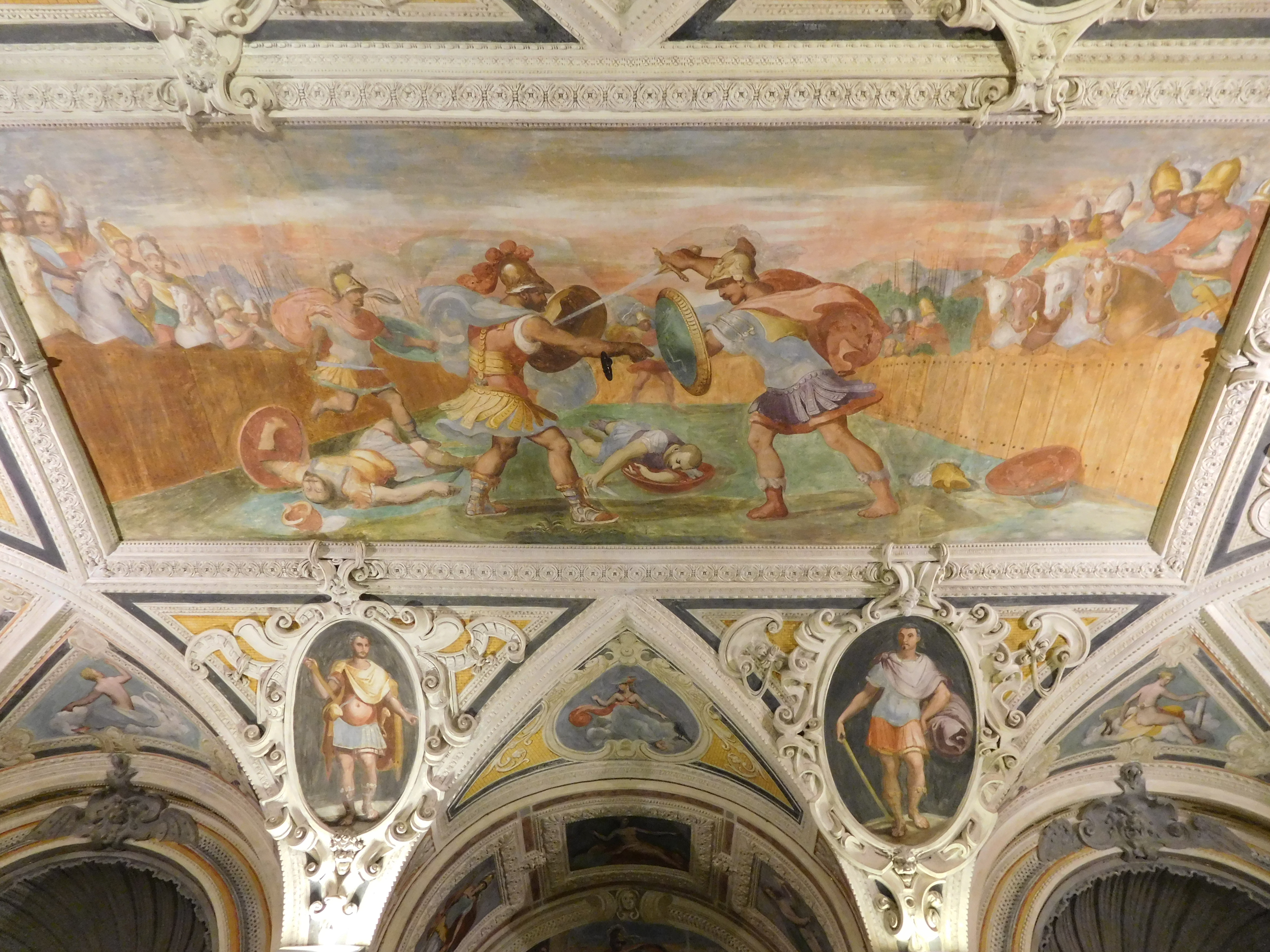
Lazzaro Calvi, Défi entre les Horaces et les Curiaces
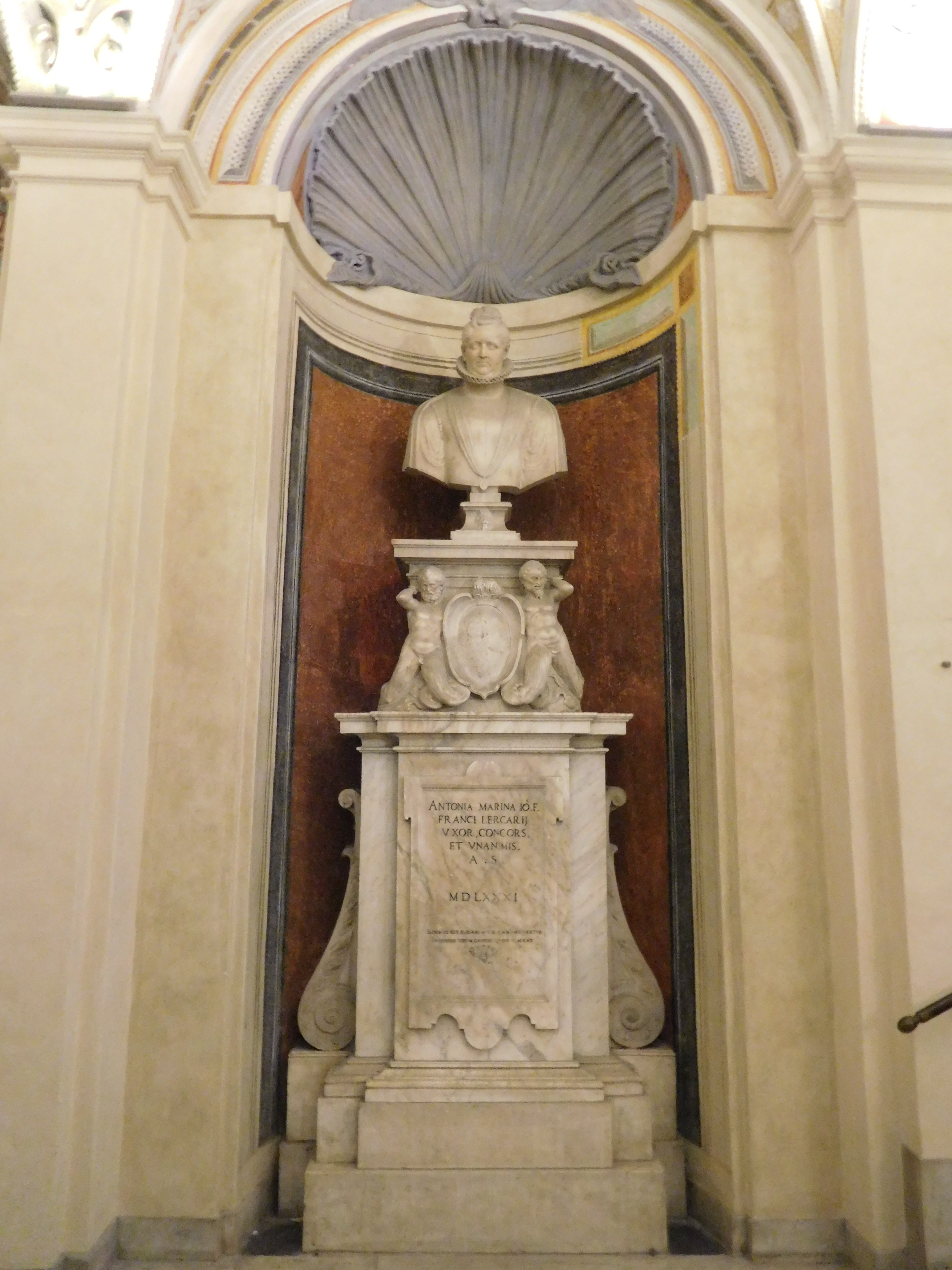
Buste d'Antonia De Marini, de Taddeo Carlone
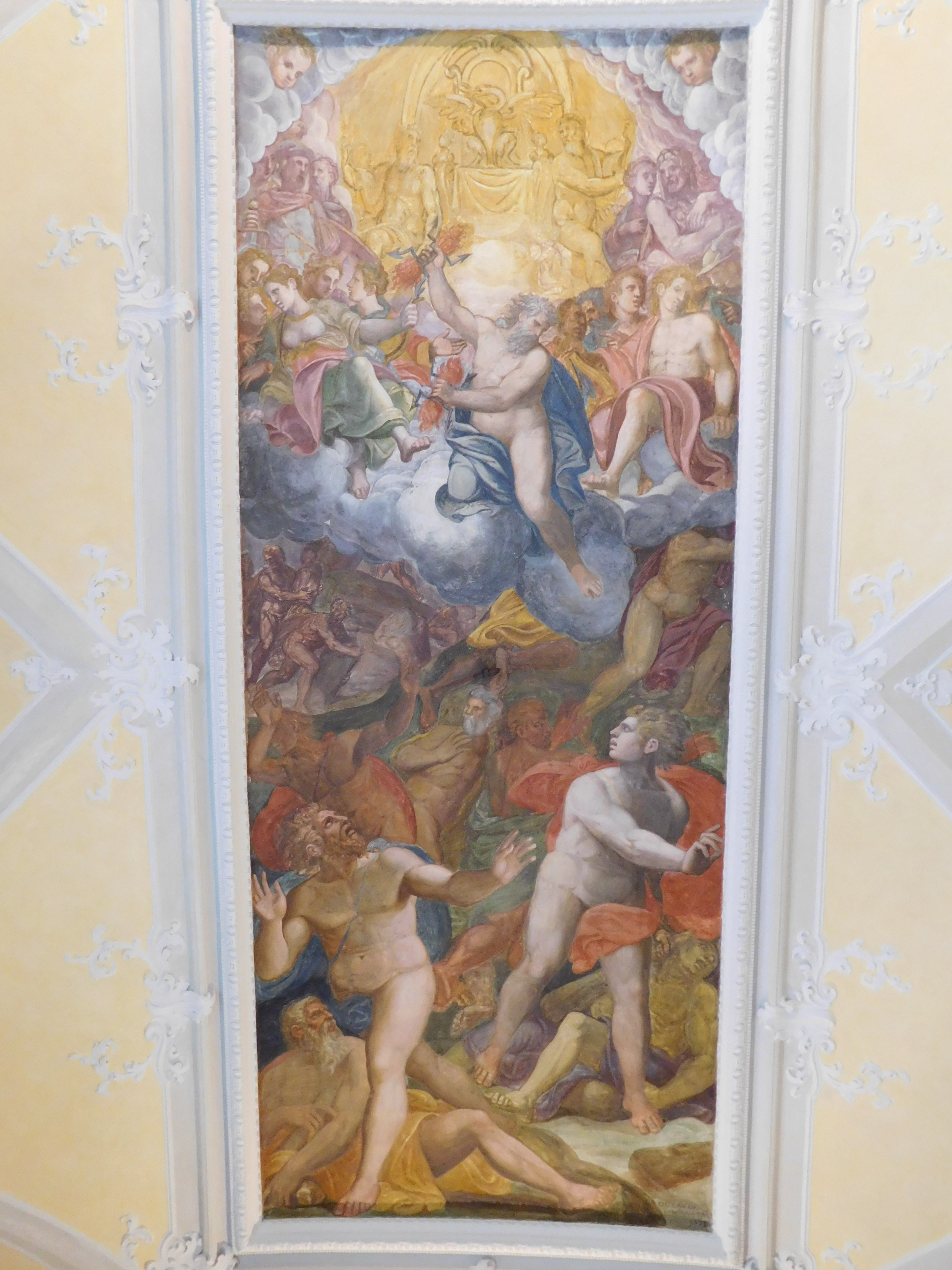
Gigantomachie d'Ottavio Semino
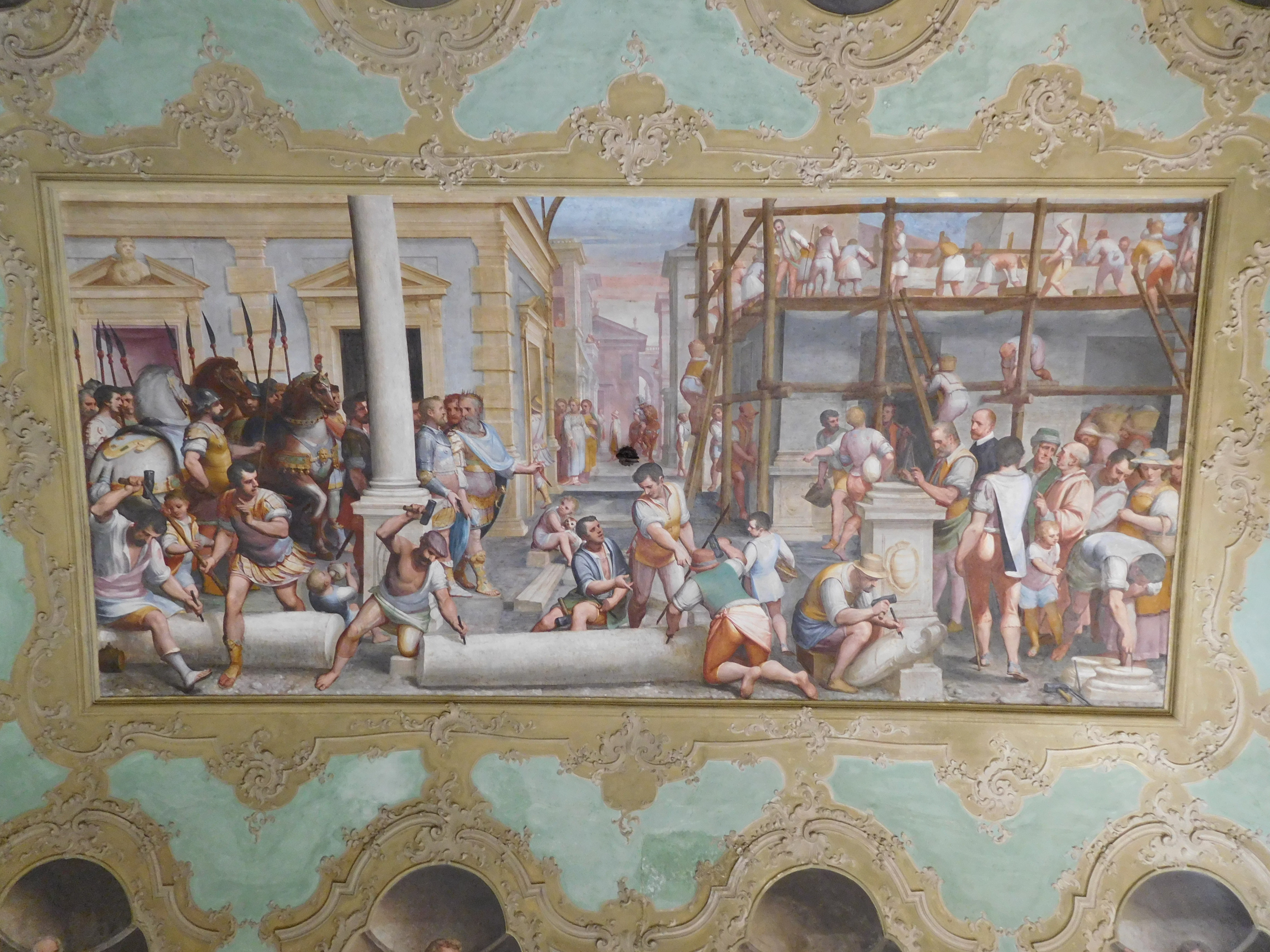
Luca Cambiaso, L'exploit de Megollo Lercari à Trébizonde
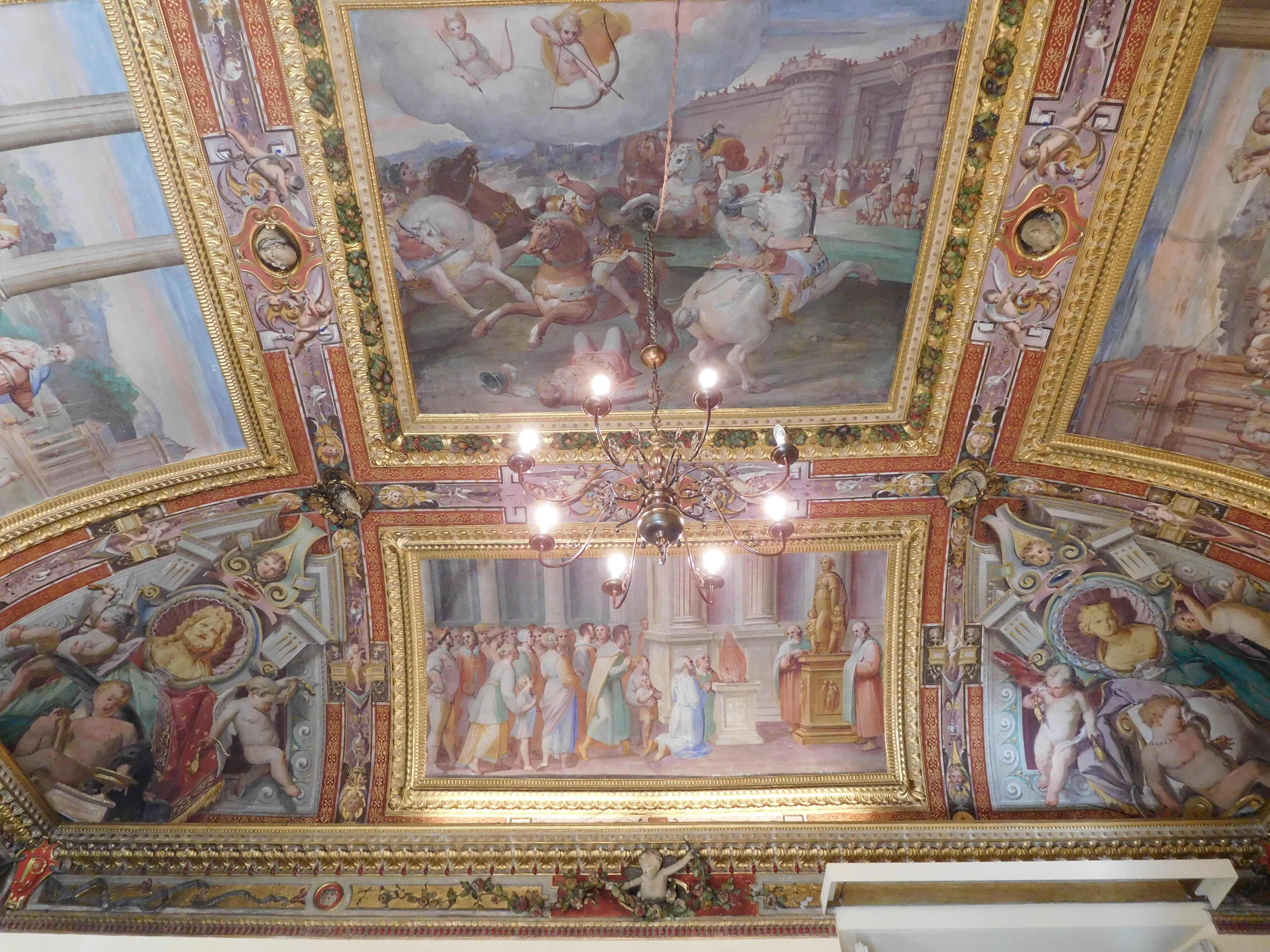
Luca Cambiaso, Histoires de Niobé